# Günter Breitzke
Günter Breitzke (ur. 29 czerwca 1967) – niemiecki piłkarz występujący na pozycji pomocnika.

## Kariera
Breitzke jako junior grał w klubach TuS Stammheim, Fortuna Kolonia oraz Bayer 04 Leverkusen. Potem grał w amatorskich SV Bergisch Gladbach 09 oraz SC Brück. W 1988 roku trafił do pierwszoligowej Borussii Dortmund. W Bundeslidze zadebiutował 12 sierpnia 1988 w zremisowanym 1:1 meczu z 1. FC Kaiserslautern. 26 listopada 1988 w wygranym 6:0 pojedynku z Eintrachtem Frankfurt Breitzke strzelił trzy gole, które były jego pierwszymi w trakcie gry w Bundeslidze. W 1989 roku zdobył z klubem Puchar RFN. W 1992 roku wywalczył z zespołem wicemistrzostwo Niemiec. W Borussii spędził 4 lata. Łącznie rozegrał tam 89 ligowych spotkań i zdobył w nich 18 bramek.
Latem 1992 roku Breitzke odszedł do drugoligowej Fortuny Düsseldorf. Jej barwy reprezentował przez rok. W 1993 roku po spadku jego drużyny do Regionalligi, przeszedł do drugoligowego Wuppertaler SV. W tym klubie również spędził rok, gdyż po spadku klubu do Regionalligi, przeniósł się do drugoligowego zespołu FC Homburg. Z nim również spadł z ligi. Wówczas powrócił do Wuppertaler SV, grającego w Regionallidze West. Tym razem spędził tam 2 lata. W latach 1997–1998 grał dla Alemannii Akwizgran, a potem odszedł do amatorskiego Sportfreunde Eisbachtal, w którym w 1999 roku zakończył karierę.